# Пресса как фактор доверия между народами
«Пресса как фактор доверия между народами» или Марафон славы, «Золотое кольцо Победы» — Международный автопробег по городам-героям — журналистский тур по городам-героям СНГ — международная акция, приуроченная к 50-летию образования Союза журналистов СССР. Акция направлена на укрепление дружеских связей между журналистами городов-героев, через которые лежал маршрут марафона. Инициатором акции являлась Одесская региональная организация Национального союза журналистов Украины. В организации акции «Пресса — как фактор доверия между народами» также приняли участие Союзы журналистов Беларуси и России. Проходила акция с 15 мая по 10 июня 2008 года. В ней приняли участие ведущие журналисты Украины, России, Белоруссии.
Во время акции планируется проведение творческих встреч журналистов трех стран, знакомство с культурно-историческими достопримечательностями городов-героев, встреча с участниками Великой Отечественной войны, известными людьми, ветеранами.

## Цель акции
Главная цель акции состоит в укреплении творческих связей журналистов трёх стран. Во время её проведения состоятся творческие встречи представителей СМИ и их ознакомление с культурно-историческими ценностями городов-героев.

## Маршрут

Логотип акции и маршрут автопробега

Акция проходила в виде автобусного «марш-броска». Путь её лежал через города-герои Советского Союза:
Одесса — Севастополь — Керчь — Новороссийск — Волгоград — Мурманск — Санкт-Петербург — Москва — Тула — Смоленск — Минск — Брестская крепость — Киев — Одесса. Построить мост дружбы между этими городами — главная цель кампании. Акция направлена на оказание почестей подвигу братских народов в Великой Отечественной войне и укрепление дружбы между народами Белоруссии, России и Украины.
Длина маршрута — более 12 тысяч километров.
15 мая в зале Дома офицеров Южного оперативного командования Сухопутных войск Вооружённых сил Украины состоялась торжественная церемония открытия. На торжественном собрании участников акции приветствовали заместитель командующего войск Южного оперативного командования, генерал майор Юрий Карленко, председатель правления Одесской региональной организации Национального союза журналистов Украины Юрий Работин, ветераны Великой Отечественной войны. Представителям делегаций Украины, Беларуси и России вручили почётные знаки отличия Южного оперативного командования.
16 мая участники эстафеты посетили г. Херсон.
22 мая Волгоград.
31 мая, пройдя более 7 тысяч километров пути, делегация прибыла в Москву.
Здесь состоялась встреча участников с руководством Союза журналистов России.
3 июня участники акции прибыли в Тулу.
23 день Минск
6 июня участники автопробега прибыли в Брест.
Акция завершилась 20 июня торжественным вручением капсул с землёй, собранной с мемориальных мест всех городов-героев Военно-историческому музею города Одессы.

## Итоги
По итогам состоявшегося мемориального марафона предполагается издать книгу об акции и подготовить фильм под названием «Золотое кольцо Победы», который будет передан участвующим сторонам для дальнейшей демонстрации по телевизионным каналам.

## Участники
В акции приняли участие ведущие журналисты Украины, России, Белоруссии — всего 20 человек.
В состав украинской делегации вошли известные публицисты и военные журналисты.
- Юрий Работин, председатель Одесской региональной организации Национального Союза журналистов Украины, редактор газеты «Золотослов», руководитель акции.
- Павел Куницкий, журналист, единственный представитель Беларуси.
- Валерий Сергачев, депутат Одесского областного Совета, председатель постоянной комиссии по связям с прессой, полковник запаса, воин-интернационалист, младшим офицером в течение трех лет проходивший воинскую службу в Афганистане, награждённый орденом Красной Звезды. К акции присоединился в Севастополе, побывал в Керчи, Новороссийске, Волгограде, Санкт-Петербурге, Мурманске, Москве. В Москве прервал поездку и отбыл в Одессу для участия в работе очередной сессии областного Совета[5]
- Петр Рыбин, бывший военный, художник, редактор газеты.
- Анатолий Яни, поэт
- Тарас Максимюк, заслуженный работник культуры Украины
- Василий Джуран, газетчик
- Наталья Джуран, работник телевидения
- Андрей Юричко, первый заместитель руководителя украинского филиала Всемирной службы новостей (World News Service)
- Ален, оператор украинского филиала Всемирной службы новостей